# Ózdfalu
Ózdfalu je selo na jugu Republike Mađarske.
Zauzima površinu od 8 km četvornih.

## Zemljopisni položaj
Nalazi se na 45° 55' 45" sjeverne zemljopisne širine i 18° 1' 18" istočne zemljopisne dužine, u kraju zvanom Ormánság.
Magyarmecske je 3 km, Magyartelek je 2 km, a Kisasszonyfa je 1 km sjeverozapadno, Tišnja je 1,5 km sjeveroistočno, Tengarin je 4 km istočno, Edsemartin i Vilanjska planina su 3,5 km jugoistočno, Bogádmindszent je 1,5 km južno-jugoistočno, Páprád je 2,5 južno-jugozapadno, Bešenca je 5 km jugozapadno, a Gilvánfa je 3 km zapadno-jugozapadno.

## Upravna organizacija
Upravno pripada Šeljinskoj mikroregiji u Baranjskoj županiji. Poštanski broj je 7836. 

## Povijest
Pisani dokumenti 1296. prvi put spominju ovo selo pod imenom Owzd. Te godine se spominje plemić Pál Ózdi (Pavao iz Ózda) koji je oslobodio neku sluškinju u svezi s ratom u Bosni. U to je doba selo pripadalo stolnobiogradskom arhiđakonu. 
Pripadao je dvorcu Siget 1561., kada se nalazi u poreznim popisima. 
Za vrijeme turske vlasti selo je zadržalo mađarske stanovnike.
Upravnom preorganizacijom države 1907., kada su vlasti sređivali nazive imena naseljenih mjesta, trebalo je riješiti slučaj dva Ózda u Kraljevini Ugarskoj. Ormánsaški Ózd je dobio nastavak -falu, dok je Ózd iz Bodroške županije ostao nepromijenjenog naziva.
1938. je imalo 394 stanovnika, a nakon toga selo bilježi pad broja stanovnika. To je posebice došlo do izražaja 1950-ih. Uzrok su privlačnost radnih mjesta u gradskim sredinama, kao i smanjenje dotadašnjeg načina poljodjelstva. Odlazak mladog stanovništva je istovremeno značio i pad broja novorođene djece u budućim vremenima. 
Središnju ulogu među selima je preuzeo obližnji Bogádmindszent.
2000-ih se poboljšalo infrastrukturu, no unatoč tome se nije umanjilo socio-ekonomske probleme koji proizlaze iz nezaposlenosti.

## Stanovništvo
Ózdfalu ima 179 stanovnika (2001.). Mađari su većina. Romi čine skoro 7% stanovništva i imaju manjinsku samoupravu u selu. 70% stanovnika su rimokatolici, a 4% je kalvinista. Za petinu stanovnika nije poznata vjeroispovijest.

## Vanjske poveznice
- (mađ.) Ózdfalu a Világhálón  Arhivirana inačica izvorne stranice od 29. kolovoza 2005. (Wayback Machine)
- Ózdfalu na fallingrain.com